# Джорджтаун (Делавер)
Джорджтаун (англ. Georgetown) — місто (англ. town) в окрузі Сассекс штату Делавер США. Населення — 7134 особи (2020).

## Географія
Джорджтаун розташований за координатами 38°41′23″ пн. ш. 75°23′13″ зх. д. / 38.68972° пн. ш. 75.38694° зх. д. (38.689678, -75.386815).  За даними Бюро перепису населення США в 2010 році місто мало площу 13,06 км², уся площа — суходіл.

### Клімат
| Клімат : Джорджтаун     | Клімат : Джорджтаун | Клімат : Джорджтаун | Клімат : Джорджтаун | Клімат : Джорджтаун | Клімат : Джорджтаун | Клімат : Джорджтаун | Клімат : Джорджтаун | Клімат : Джорджтаун | Клімат : Джорджтаун | Клімат : Джорджтаун | Клімат : Джорджтаун | Клімат : Джорджтаун | Клімат : Джорджтаун |
| Показник                | Січ.                | Лют.                | Бер.                | Квіт.               | Трав.               | Черв.               | Лип.                | Серп.               | Вер.                | Жовт.               | Лист.               | Груд.               | Рік                 |
| Абсолютний максимум, °C | 25,0                | 24,4                | 31,1                | 34,4                | 35,0                | 38,3                | 40,0                | 37,8                | 36,1                | 32,8                | 27,8                | 24,4                | 40,0                |
| Середній максимум, °C   | 6,4                 | 8,2                 | 12,4                | 18,0                | 23,1                | 28,1                | 30,2                | 29,3                | 25,6                | 20,1                | 14,7                | 8,9                 | 18,8                |
| Середній мінімум, °C    | −3                  | −2,1                | 1,6                 | 6,4                 | 11,5                | 17,0                | 19,7                | 19,1                | 14,9                | 8,5                 | 3,6                 | −0,9                | 8,1                 |
| Абсолютний мінімум, °C  | −20,6               | −20                 | −14,4               | −3,9                | 1,1                 | 6,1                 | 10,0                | 9,4                 | 5,0                 | −2,2                | −7,2                | −12,2               | −20,6               |
| Норма опадів, мм        | 74                  | 71                  | 103                 | 92                  | 90                  | 117                 | 106                 | 90                  | 105                 | 94                  | 85                  | 84                  | 1112                |
| Днів з опадами          | 9,0                 | 9,0                 | 11,5                | 11,5                | 11,7                | 14,2                | 11,9                | 12,4                | 14,0                | 12,6                | 10,1                | 9,7                 | 137,6               |
| ----------------------- | ------------------- | ------------------- | ------------------- | ------------------- | ------------------- | ------------------- | ------------------- | ------------------- | ------------------- | ------------------- | ------------------- | ------------------- | ------------------- |
| Джерело: NOAA           |                     |                     |                     |                     |                     |                     |                     |                     |                     |                     |                     |                     |                     |

## Демографія
Згідно з переписом 2010 року, у місті мешкали 6422 особи в 1847 домогосподарствах у складі 1223 родин. Густота населення становила 492 особи/км².  Було 2030 помешкань (155/км²).
Расовий склад населення:
| - 46,6 % — білих - 14,5 % — чорних або афроамериканців - 4,3 % — корінних американців - 1,1 % — азіатів - 0,1 % — вихідців з тихоокеанських островів - 29,7 % — осіб інших рас |

До двох чи більше рас належало 3,7 %. Частка іспаномовних становила 47,8 % від усіх жителів.
За віковим діапазоном населення розподілялося таким чином: 29,1 % — особи молодші 18 років, 58,7 % — особи у віці 18—64 років, 12,2 % — особи у віці 65 років та старші. Медіана віку мешканця становила 29,2 року. На 100 осіб жіночої статі у місті припадало 101,3 чоловіків;  на 100 жінок у віці від 18 років та старших — 101,3 чоловіків також старших 18 років.
Середній дохід на одне домашнє господарство  становив 81 663 долари США (медіана — 45 983), а середній дохід на одну сім'ю — 59 738 доларів (медіана — 37 233). Медіана доходів становила 32 631 долар для чоловіків та 35 773 долари для жінок. За межею бідності перебувало 20,7 % осіб, у тому числі 34,8 % дітей у віці до 18 років та 13,8 % осіб у віці 65 років та старших.
Цивільне працевлаштоване населення становило 3200 осіб. Основні галузі зайнятості: виробництво — 29,3 %, освіта, охорона здоров'я та соціальна допомога — 16,1 %, роздрібна торгівля — 12,8 %.